# سكوت تيري
سكوت تيري (بالإنجليزية: Scott Terry)‏ هو لاعب كرة قاعدة أمريكي، ولد في 21 نوفمبر 1959 في هوبز في الولايات المتحدة.

## وصلات خارجية
- سكوت تيري على موقعبيزبول رفرنس.كوم (الدوري الرئيسي) (الإنجليزية)
- سكوت تيري على موقعبيزبول رفرنس.كوم (الدوري الثانوي) (الإنجليزية)